# Präferenzwahl

Möglicher Stimmzettel

Eine Präferenzwahl, Rangfolgewahl, Präferenzstimmgebung oder Vorzugswahl ist ein Wahlverfahren, bei welchem Wähler nicht nur einen Kandidaten (oder sonst eine Option) angeben können, sondern eine Rangfolge gemäß ihrer Vorliebe.
Die Präferenzwahl kann ebenso auf Kandidaten bei der Mehrheitswahl angewandt werden wie auf Parteien bei der Verhältniswahl (bei personalisierter Verhältniswahl wie in Deutschland auf Personstimme (Erststimme) und Parteistimme (Zweitstimme) unabhängig voneinander). Eine nachrangige Präferenz kann nur wirken, wenn alle vorrangigen nicht wirken (etwa wegen einer Sperrklausel). Damit bleibt trotz mehrerer Stimmen die Wahlgleichheit gewahrt.
Die Präferenzwahl ist zu unterscheiden von der Bewertungswahl.

## Varianten
Arten von Präferenzwahlsystemen ohne Berücksichtigung der Aggregationsverfahren sind:
- Übertragbare Einzelstimmgebung: In Mehrmandatswahlkreisen wird hier ein Proportionalsystem selbst ohne Parteilisten erreicht. Die Sitze werden den Kandidaten nach erreichen der Droop-Quote Stimmanzahl vergeben. Ist ein Kandidat bereits gewählt, kommen alle überschüssigen Stimmen für diesen Kandidaten dem nächsten Kandidaten auf der persönlichen Rangliste des Wählers zugute. Die Kandidaten mit den niedrigsten Stimmanzahlen werden eliminiert und die Stimmen für eliminierte Kandidaten kommen der nächsten Präferenz des Wählers zugute.
- Integrierte Stichwahl: Dieser Spezialfall der übertragbaren Einzelstimmgebung bezieht sich nur auf Einmandats-Wahlkreise und ist kein Proportionalsystem. Kandidaten mit den niedrigsten Stimmzahlen werden eliminiert und deren Stimmen auf den Kandidaten mit der nächsten Präferenz des Wählers übertragen, bis nur ein Kandidat bleibt.
- Ersatzstimme bezogen auf Parteien (in Deutschland Zweitstimme):[1] Dieses Wahlsystem ist ein Spezialfall der übertragbaren Einzelstimmgebung, hier wird die Präferenz von Parteien statt Kandidaten angegeben. Dadurch wird der durch die Sperrklausel verursache Eingriff in die Erfolgswertgleichheit abgemildert.[2][3] Die Ränge von zwei oder mehreren Parteien können angegeben werden.[4]

### Verschiedene Aggregationsverfahren
Verschiedene Präferenzwahlen können unterschiedliche Gruppenpräferenzen durch verschiedene Aggregationsverfahren ergeben, selbst bei identischen Präferenzen von allen Wählern, siehe Theoretische Eigenschaften. Häufige Aggregationsverfahren sind:
- Borda-Wahl: Die Präferenzen werden in Punkte umgewandelt und Sieger werden nach der Summe der Punkte verteilt, ähnlich zur Bewertungswahl.
- Bucklin-Wahl: Für jede Option werden zu der Erstpräferenzanzahl iterativ die Anzahl der nächstfolgenden Präferenzen addiert, bis eine Option die Mehrheit erreicht. Nur auf Einmandats-Wahlkreise anwendbar.
- Condorcet-Methoden sind alle Methoden, wo der Condorcet-Sieger gewinnt. Eine Version ist die Schulze-Methode, eine weitere Condorcet-Methode ist die Ranked Pairs Methode, wo Zyklische Mehrheiten durch das Nichtberücksichtigen von selteneren paarweisen Vergleichen gelöst wird.
- CPO-STV ist eine Condorcet-Methode Variante der übertragbaren Einzelstimmgebung.
- Coombs-Wahl ist eine Variante der Integrierten Stichwahl, wo die eliminierten Kandidaten nicht die Kandidaten mit den wenigsten Erstpräferenzen sind, sondern jene die am häufigsten auf den letzten Rang gewählt wurden.
- Ersatzstimme bezogen auf Kandidaten (in Deutschland Erststimme):[5] Dieses Wahlsystem ist ein Spezialfall der integrierten Stichwahl, begrenzt auf zwei Ränge.

## Beispiel einer Präferenzwahl
Gegeben sei eine Gruppe von n=21 Personen, die aus m=3 Kandidaten {A,B,C} einen Kandidaten wählen. Die Mitglieder der Gruppe haben folgende Präferenzen.
```
6  0  5  2  5  3
----------------
a  a  b  b  c  c
b  c  a  c  a  b
c  b  c  a  b  a
```

Erklärung: 6 Personen haben die Präferenz: a vor b, a vor c und b vor c. (Die Kleinschreibung der Buchstaben zeigt individuelle Präferenzen an.)
- Bei der Methode der paarweisen Abstimmungen (Condorcet-Methode) gewinnt Kandidat A gegen jeden anderen Kandidaten. Kandidat C verliert gegen jeden anderen. Wahlergebnis: A vor B vor C.
- Bei der Borda-Wahl entsteht folgendes Wahlergebnis. Kandidat B erreicht 44 Punkte, Kandidat A 43 und Kandidat C 39 Punkte. Wahlergebnis: B vor A vor C.
- Beim Instant-Runoff-Voting scheidet erst A aus (mit 6 Stimmen die wenigsten Erstpräferenzen) und seine Stimmen werden auf die Zweitpräferenz übertragen, so dass hiernach B mit 13 Stimmen vor C mit 8 Stimmen gewinnt. Wahlergebnis: B vor C vor A.
- Bei der Coombs-Wahl scheidet erst C aus (da er von 11 Personen an die letzte Stelle gesetzt wurde) und seine Stimmen werden auf die Zweitpräferenzen übertragen. Deswegen gewinnt A mit 11 Stimmen gegen B mit 10 Stimmen. Wahlergebnis: A vor B vor C.
- Anmerkung: Bei der Methode der einfachen Mehrheit (Mehrheitswahl) gewinnt noch ein anderer Kandidat, nämlich Kandidat C mit 8 Stimmen. Kandidat B erreicht 7 und Kandidat A 6 Stimmen. Wahlergebnis: C vor B vor A. Diese Methode ist allerdings keine Vorzugswahl.

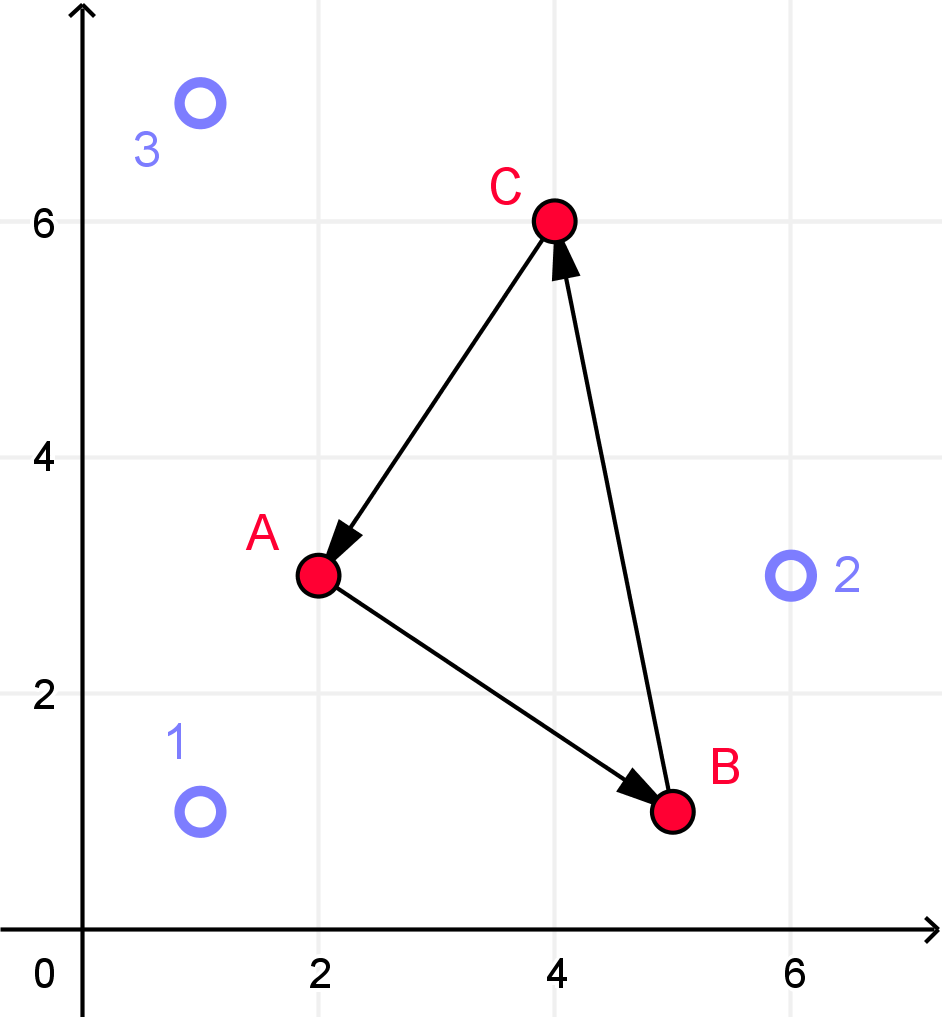
Beispiel einer Zyklischen Mehrheit

## Theoretische Eigenschaften von Präferenzwahlen
Der Condorcet-Sieger ist die Option, welche von den meisten Wählern in Vergleich zu jeder anderen Option bevorzugt wird. Falls der Condorcet-Sieger immer gewählt wird, dann erfüllt dieses Wahlsystem das Condorcet-Kriterium.
Zyklischen Mehrheiten bereiten ein Problem für Präferenzwahlen, auch Condorcet-Paradoxon genannt. Eine Zyklischen Mehrheit ist, wenn Option A über B gewinnt, Option B über C gewinnt, und Option C über A gewinnt. Verbunden mit Zyklischen Mehrheiten ist das Arrow-Theorem, welches zeigt, das unter bestimmten Kriterien kein Präferenzwahlsystem existiert, das garantiert funktioniert.
Die Häufigkeit von Zyklischen Mehrheiten bei realen Wahlen ist unklar. So sagt Duncan Black, dass politische Meinungen sich auf einem mehrdimensionalen politischem Spektrum befinden und keine Zyklischen Mehrheiten existieren. Das Medianwählertheorem demonstriert, dass unter diesen Annahmen die meisten Präferenzwahlsysteme funktionieren.

## Rechtslage
Im September 2017 beschloss das Bundesverfassungsgericht, dass keine verfassungsrechtlich herzuleitende Pflicht des Gesetzgebers zur Einführung einer Präferenzwahl bestehe.

## Anwendung

### Im deutschsprachigen Raum
Eine Präferenzwahl auf Kandidaten (Erststimme) bezogen wurde in Deutschland im Mai 2022 vorgeschlagen, es handelt sich hier um eine Integrierte Stichwahl auf zwei Präferenzen begrenzt. Eine Präferenzwahl auf Parteien (Zweitstimme) bezogen wurde in Deutschland vorgeschlagen: 2013 in Schleswig-Holstein und 2015/16 im Saarland. Sowohl die Präferenzwahl auf Kandidaten als auf Parteien bezogen wird in Deutschland mit Ersatzstimme betitelt.

### Im nicht-deutschsprachigen Raum
Die Übertragbare Einzelstimmgebung wird in Irland, Malta, Australien und einigen USA-Städten angewandt. Integrierte Stichwahl wird unter anderen angewendet in Australien, Irland, Fiji, Papua-Neuguinea, und einigen USA-Bundesstaaten.